# Ibolya Oláh

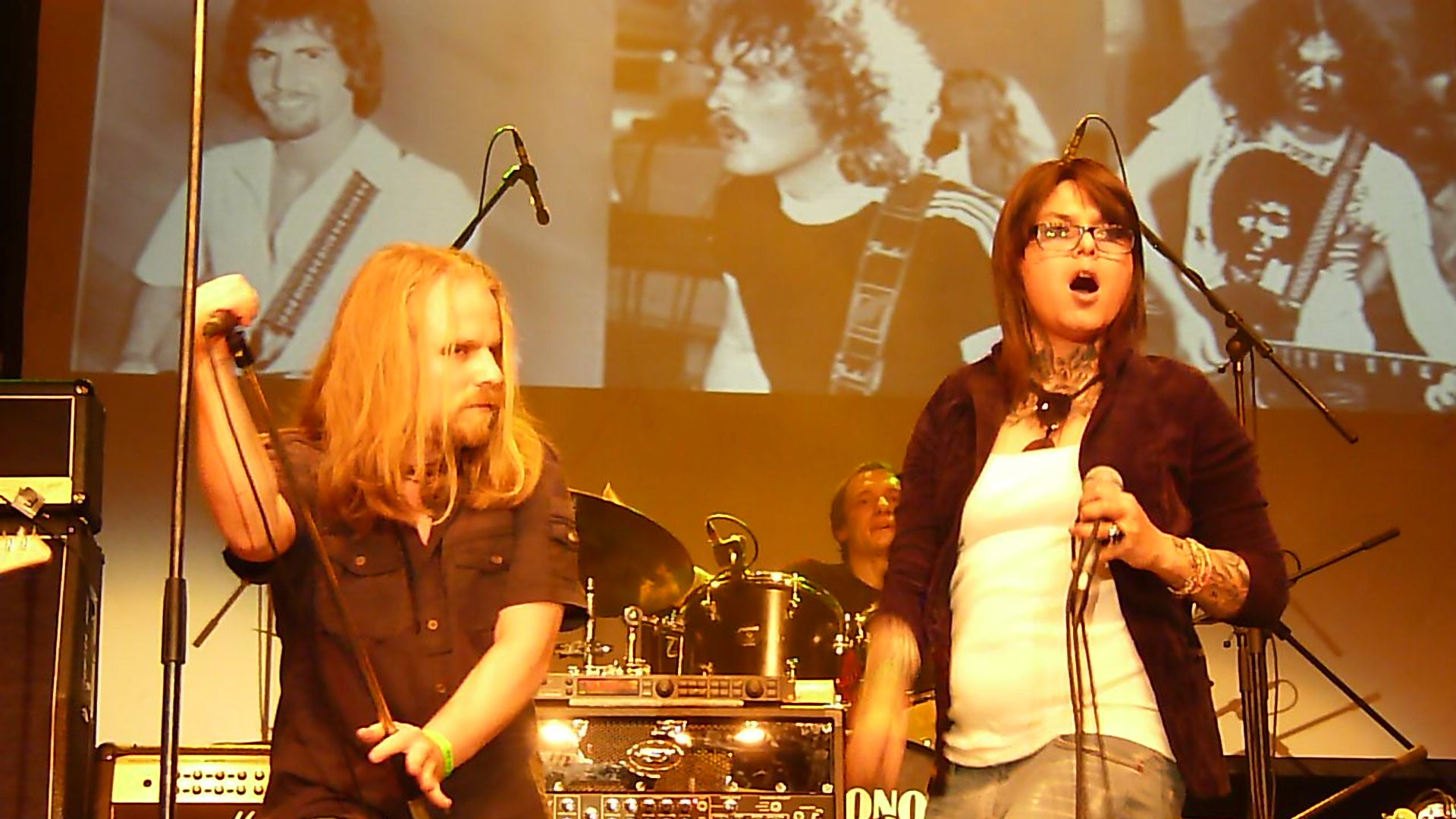
Ibolya Oláh (till höger) i Budapest 2012.

Ibolya Oláh, född 31 januari 1978 i Nyíregyháza, är en ungersk sångerska. Hon medverkade i den ungerska versionen av Idol kallad Megasztár.
2014 deltog Oláh i A Dal 2014, Ungerns uttagning till Eurovision Song Contest 2014 med låten "Egy percig sztár". Hon tog sig vidare till tävlingens semifinal men slogs där ut ur tävlingen.

## Diskografi
- 2004 – Egy sima, egy fordított
- 2005 – Édes Méreg
- 2010 – El merem mondani